# 아프리카너
아프리카너(아프리칸스어: Afrikaner [afriˈkɑːnərs] 아프리카너르스)는 남아프리카 공화국에 거주하는 백인 중, 케이프 식민지를 형성한 네덜란드 이민자를 중심으로, 프랑스의 위그노, 독일계 개신교도 같은 종교적 자유를 찾아 유럽에서 아프리카 남부에 정착한 개신교도가 합류하여 형성된 민족집단이다.
아파르트 헤이트 시대의 정확한 정의는 네덜란드계(위그노 등 포함)이며, 아프리칸스어를 모국어으로 하고, 네덜란드 개혁 교회의 신도이며, 이 세가지를 만족하는 것이 "아프리카너"의 조건이었다.

## 개요
언어는 네덜란드어를 기초로하여 프랑스어, 말레이어, 현지어 등을 결합하여 형성된 게르만 계통 언어인 아프리칸스어를 모국어로 한다. 예전에는 보어인이라고 했으며, 보어(Boer)는 네덜란드어와 아프리칸스에서 농민이라는 뜻이다. 이들의 종교는 개신교(칼뱅파)교파인 네덜란드 개혁 교회이다.

## 역사

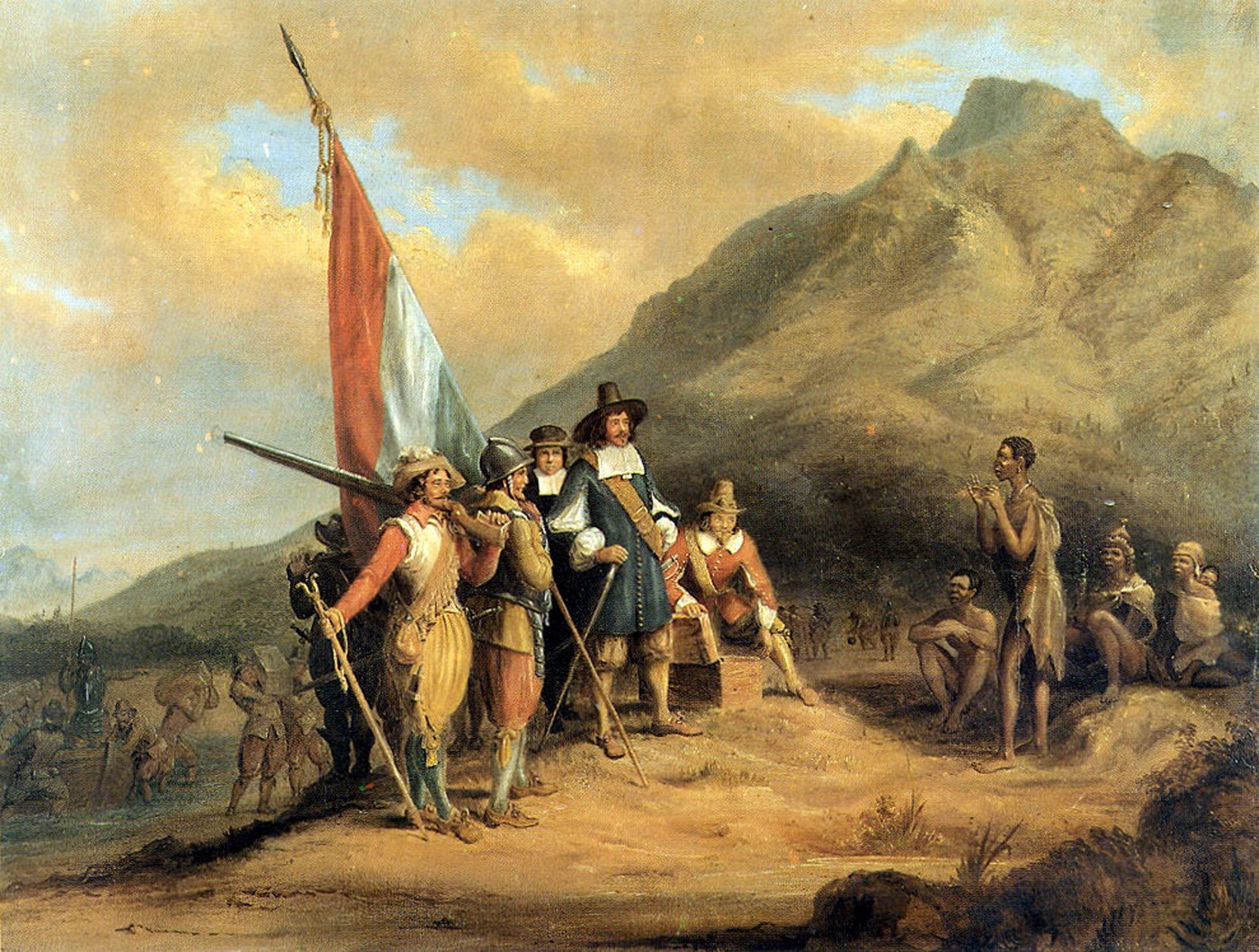
얀 반 리베크의 도착

17세기 중반 네덜란드가 아프리카 남부 해안 지역에 정착하여 네덜란드 동인도 회사의 케이프 식민지가 설립되었다. 그들이 아프리카너 처음 원류라고 할 수 있다. 곧 네덜란드 동인도 회사가 해산하는 바람에, 케이프 식민지에서 농업에 종사하고 있던 식민지 사람들은 돌아갈 고국을 잃었다. 따라서 스스로를 네덜란드 사람이 아니라 "아프리카인"을 의미하는 "아프리카너"라고 칭하고, 개신교 교리인 예정설에 근거하여 스스로를 하나님으로부터 선택된 민족으로, 원주민들은 하나님으로부터 유기된 민족으로 여김으로써 원주민들에 대한 인종차별을 정당화했다. 이 그룹은 프랑스의 개신교 신자들인 위그노 등 다른 유럽 국가에서 온 개신교 이민자들이 네덜란드계 식민지에 동화되는 형태로 유입되어 민족 집단으로서의 아프리카너를 형성되어 갔다. 따라서 이민자의 출신 국가는 네덜란드, 프랑스, 독일 이외에 벨기에, 스칸디나비아 국가가 있다.

### 보어 전쟁
아프리카너는 이후 세력을 확장한 영국과 충돌했다. 케이프 식민지가 네덜란드에서 영국에 할양되고 영국에서 이민자가 유입되어 영어가 공용어로 되었다. 그들은 영어를 많이 이해하지 못했기 때문에 영국 당국으로부터 2급 시민 취급을 받았다. 아프리카너는 영국의 지배를 싫어했기에 그레이트 트렉이라는 해안에서 내륙부에 다시 정착을 하여 트란스발 공화국과 오렌지 자유 국가를 건국했다. 양국은 《제1차 보어전쟁》(1880–1881)과 《제2차 보어전쟁》(1899–1902), 두 차례에 걸친 《보어 전쟁》에서 영국과 충돌하게 되었다. 두 차례 걸친 보어 전쟁에서 영국을 거부했지만, 보어 전쟁의 패배로 양국 모두 영국의 지배 하에 놓이게 되었다. 국민 전체의 13%를 차지하고 있는 남아프리카 백인은 영국계가 19세기말부터 현재에 이르기까지 황금과 다이아몬드 광산사업을 통해 경제적인 측면에서 주도적인 위치를 담당해 온 반면 아프리카너는 기본적으로 농민으로 사는 사람이 많았다. 1910년에 남아연방 설립 후 아프리카너는 정치적인 면에서 주도적인 입장을 취하게 되었다.

### 아파르트헤이트 정부
전후 1948년 아프리카너를 지원 그룹으로 하는 국민당이 정권을 잡은 이후 명목적인 "분리 발전"을 주창하며, 《아파르트 헤이트》( "격리"라는 뜻의 아프리카) 제도를 강력하게 추진해 나갔다. 유엔은 이것을 "인류에 대한 범죄"라고 비난했다. 그러나 그들에게 그것은 경제적으로 영국계에 비해 열세에 놓인 아프리카너 정치, 경찰, 군대 등 공권력에 대한 힘을 탈환하는 것이기도 했다. 1961년 남아프리카 연방은 영국 연방에서 제명을 당하면서 탈퇴하였다. 물론 이 아파르트 헤이트 체제는 영국과 다른 유럽계 백인도 우대하는 제도로, 소수 민족 백인 정권은 국외에서 계속적 백인 이민을 장려했다. 다른 인종은 처음부터 참정권이 없었으며, 유색인종, 인도계, 흑인 순으로, 직업, 교육, 결혼, 생활 등 모든 면에서 법에 기초한 차별 제도로 악용되었다. 이 제도는 남아프리카 백인에게 경제적으로 최대의 이득을 주었을 뿐만 아니라, 풍부한 광산 자원을 값싼 노동력으로 채굴 할 수 있었기 때문에 일본을 포함한 서양 자본과 그것과 관련된 모든 기업이 혜택을 보았다. 하지만 인종차별 제도는 흑인 광산노동자들의 총파업투쟁, 아프리카 민족회의등 흑인들의 꾸준한 투쟁과 소비자들의 남아프리카 산 제품 불매운동의 영향으로 철폐되었다.

## 같이 보기
- 보어인
- 보어 전쟁

## 인물
- 어니 엘스 (골프)
- 샬리즈 시어런 (배우)